# Arnulfo de Baviera
Arnulfo (año desconocido, entre 885/890-14 de julio de 937), llamado el Malo (en alemán: der Schlimme), o el Diablo o el Maligno (der Böse), fue duque de Baviera desde 907 hasta su muerte. Pertenecía a la dinastía Luitpoldinga y está numerado en la sucesión de Arnulfo de Carintia, como Arnulfo I.
Acosado por la frecuentes correrías de los magiares y desesperado por reunir fondos para financiar la defensa del territorio, Arnulfo fortaleció su poder mediante confiscaciones a las tierras y otras propiedades eclesiásticas, que le valieron su apodo. Conociendo las estrategias de los húngaros, venció a dos ejércitos húngaros que volvían a su tierra luego de saquear territorios germánicos: el primero sería en la batalla junto al río Rott en 909, y el segundo en la batalla junto al río Eno en 913. Con el tiempo negoció una tregua con los húngaros para que atravesaran Baviera hacia otros territorios germanos. 
Arnulfo se opuso a su padrastro, el rey Conrado I (ya que era el segundo marido de su madre Cunegunda), y posteriormente al sucesor de este, el rey Enrique I el Pajarero. Los Annales Iuvavenses indican que en 920, los bávaros y otros francos orientales eligieron rey a Arnulfo; sin embargo, su reinado duró poco, ya que el rey Enrique lo derrotó en dos campañas en 921, pero le confirmó en el ducado a cambio de su renuncia al título real. 
Arnulfo se casó con Judith von Friaul, y la hija de ambos, Judith, se casó con Enrique I de Baviera, hermano del emperador Otón I.
Arnulfo murió en Ratisbona en 937, y le sucedió su hijo Everardo.

## Biografía
Se desconoce el año del nacimiento de Arnulfo, pero se dice que era contemporáneo de otros Arnulfos nacidos en la época, como el obispo del siglo VII Arnulfo de Metz y el rey carolingio Arnulfo de Carintia. Arnulfo era el hijo mayor del conde bávaro Luitpoldo de Baviera y de Cunigunda, ella misma miembro de la dinastía Ahalolfing, hija de Bertoldo I, conde palatino de Suabia, y probablemente sobrina de la emperatriz Ricardo. Su hermano Erchanger asumió el título ducal suabo en 915.
En 893, su padre fue nombrado margrave en Carantania y en Panonia por Arnulfo de Carintia, rey de Francia Oriental (r. 887-899). Bajo el débil gobierno de su sucesor, el rey Luis el Niño (r. 899-911), el margrave Luitpoldo logró obtener una posición fuerte en las tierras bávaras, sucediendo a los margraves guillerminos. Gobernó sobre propiedades que se extendían a lo largo del Danubio con Regensburg (Ratisbona) como centro principal y en la adyacente Nordgau.
Junto con numerosos nobles bávaros, el padre de Arnulfo murió el 4 de julio del 907 en la batalla de Pressburg (Bratislava), cuando el Heerbann bávaro bajo su mando sufrió una aplastante derrota en una campaña contra las fuerzas húngaras del gran príncipe Árpád. Su viuda Cunegonda se casó con el rey Conrado I de Germania en 913.
A la muerte de su padre, Arnulfo heredó las vastas posesiones alrededor de Straubing  (Donaugau)  y en el Nordgau al norte de Ratisbona. 

### Duque de Baviera

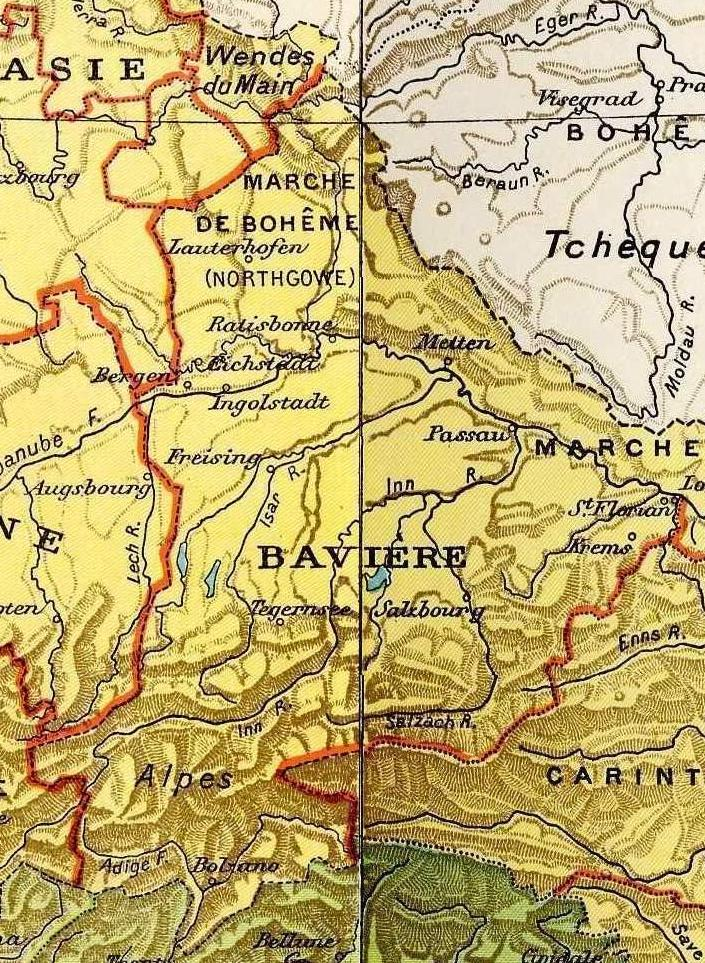
Baviera en el seno del Imperio carolingio

Después de la muerte de su padre, Arnulfo le sucedió en sus tierras bávaras, y poco después asumió el título de «duque de Baviera» como gobernante de los estados alrededor de Ratisbona. Hombre enérgico y combativo, recibió un amplio apoyo de los nobles locales y su primera tarea fue la reorganización del ban de las fuerzas armadas tras la aplastante derrota en Pressburg. Sin embargo, ya durante su ascenso al ducado, se enfrentó a constantes incursiones de los húngaros. Esos ataques habían devastado las tierras de Francia Oriental de Baviera, Sajonia, y Turingia.
Amenazado por las frecuentes incursiones húngaras y desesperado por recaudar fondos para financiar una defensa reorganizada, Arnulfo fortaleció su poder mediante la confiscación de tierras eclesiásticas y la secularización de numerosos monasterios, lo que le valió el apodo de "el Malo" por parte de los cronistas medievales. En varias escaramuzas, como la batalla junto al río Rott en 909, y pudo hacer retroceder a los invasores húngaros y derrotó en la batalla junto al río Eno en 913 a una pequeña fuerza con el apoyo de sus parientes suabos. Habiendo restablecido el ducado raíz de Baviera, finalmente negoció una tregua con los príncipes húngaros, quienes a partir de entonces pasaron en gran parte por Baviera sin pillear en sus incursiones hacia  otros ducados alemanes.

### Políticas imperiales
El  duque Arnulfo siguió una política de independencia de los reyes de Francia Oriental, parte del Imperio carolingio en descomposición. A la muerte del rey Luis IV el Niño en septiembre de 911, disputó con su suegro Conrado I el trono de Francia Oriental (Germania) a favor de sus parientes en Suabia, pero sin éxito; en el conflicto de Conrado con Erchanger de Suabia, apoyó a su tío suabo y más tarde desafió al sucesor sajón de Conrado, el rey Enrique el Pajarero. La disputa solo se resolvió temporalmente cuando en 913, la madre viuda de Arnulfo, Cunigunda, se casó con el rey Conrado, que pasó a ser su padrastro.
En 916, las fuerzas de Conrado invadieron Baviera, atacando y saqueando Ratisbona. Esos ataques llevaron a Arnulfo al exilio y buscar refugio con sus antiguos enemigos en Hungría. En septiembre, el rey convocó un concilio eclesiástico en Hohenaltheim, al que asistió el episcopado bávaro, que convocó a Arnulfo y a su hermano menor Bertoldo bajo amenaza de excomunión en Ratisbona el 1 de noviembre. Es más que probable que Arnulfo y su familia nunca asistieran a la convocatoria, o que la reunión del consejo nunca se llevara a cabo. Como resultado, permanecieron exiliados entre los húngaros. En enero de 917, el rey Conrado, enojado por la situación, pidió la ejecución de sus cuñados suabos rebelde, Erchanger y Bertoldo, lo que hizo que Arnulfo se preocupara más.
La muerte  de Conrado I el 23 de diciembre del 918, permitió a Arnulfo volver a  a Regensburg donde hizo renovar la línea de fortificación. Como Conrado I no tenía hijos, el trono de Baviera estaba abierto para Arnulfo, nuevamente. A su regreso en 920, según los  Annales iuvavenses, «los bávaros se sometieron libremente al duque Arnulfo y le pidieron que reinara dentro del reino de los germanos» (Baiuarii sponte se reddiderunt Arnolfo duci et regnare ei fecerunt in regno teutonicorum). La ascensión  en mayo de 919 de Enrique el Pajarero —al que declaró su antipatía como «Enrique sajón»— traería consigo una batalla por el trono. Según algunas fuentes, incluso se hizo nombrar antirrey; sin embargo, esas constataciones no permiten extraer conclusiones concluyentes sobre si los bávaros, con algunos otros francos orientales, realmente eligieron a Arnulfo antirrey en oposición a Enrique.
En cualquier caso, el reinado de Arnulfo duró poco; el rey Enrique I resultó ser un fuerte oponente y lo derrotó en dos campañas en 921. Cuando Arnulfo fue sitiado por Enrique en Ratisbona, el duque inició negociaciones de paz y reconoció la soberanía del rey alemán;  a cambio de la renuncia a su derecho real, Enrique confirmó el gobierno autónomo de Arnulfo sobre Baviera, incluido el derecho de investidura de obispos, la convocatoria de sínodos regionales  y el ejercicio de importantes regalias.

### Años finales

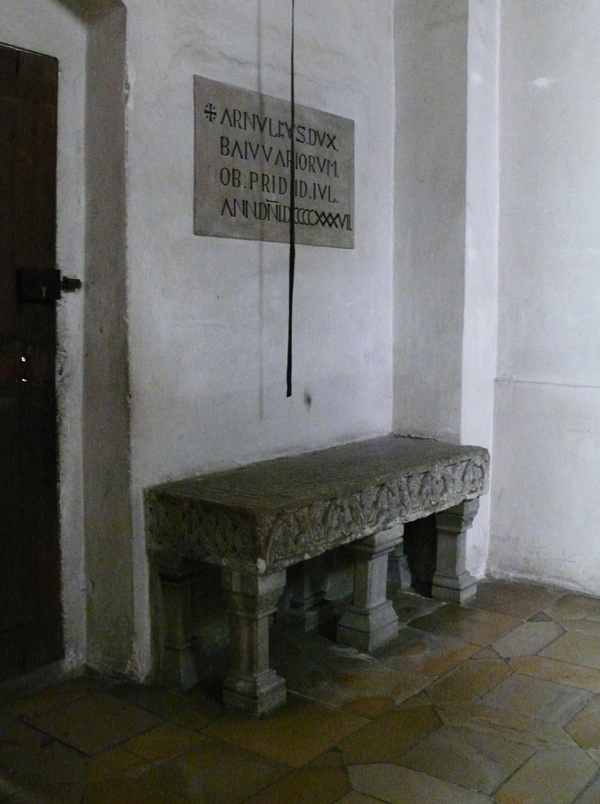
Lápida en la abadía de St. Emmeram

Arnulfo acompañó al rey Enrique I en su campaña de 928 contra el duque Wenceslao I de Bohemia para restaurar la supremacía germánica. Apoyándose en las pretensiones de su mujer Judit de Friul, en el 933/934 lanzó un ataque contra el rey Hugo de Provenza para obtener la Corona de Hierro de Lombardía para su hijo mayor Everardo de Baviera, que acabó en derrota. Después de la muerte del rey Enrique en 936, el duque asistió a la coronación de su hijo Otón I como rey de romanos en la catedral de Aquisgrán.
El duque Arnulfo murió en su residencia de Ratisbona el 14 de julio de 937; fue enterrado en la abadía de San Emerano. Una placa conmemorativa en homenaje suyo se adjuntó al monumento conmemorativo de Walhalla en 1842.
Arnulfo fue sucedido por su hijo hijo mayor u heredero designado Everardo. Pronto entró en conflicto con el rey Otón I y no pudo conservar su herencia y fue depuesto en 938. El ducado de Baviera pasó entonces al hermano menor de Arnulfo I, Bertoldo (fall. 947).

## Matrimonio e hijos
Los historiadores ((Roglo) creían que Arnulfo había estaba casado con Judith de Friuli, miembro de la dinastía Unroquida, hija del conde Eberhard de Friuli (m. 866). Las fechas, sin embargo, no coinciden. Judit de Friuli murió hacia 881, lo que habría supuesto un matrimonio entre un Arnulfo niño (o al menos un joven) y una anciana Judith, de quien se supondría que habría tenido varios hijos 23 años más o menos después de su muerte. Por ello ahora se cree más probable que estuviera casado con Judith de Sülichgau (nacida alrededor de 888), hija del nieto del margrave Eberhard, conde de Sülichgau (m. después de 889) y de Gisela de Verona.
Tuvieron los siguientes hijos:
- Everardo (c. 912-c. 940), duque de Baviera de 937 a 938;
- Arnulfo II (c. 912–954), conde palatino de Baviera desde 938;
- Herman (fallecido en  954);
- Enrique;
- Luis (nacido c. 930,  fallecido después de 974);
- Judith (fallecida después de 984), casada con el duque otoniano Enrique I, duque de Baviera, hermano de Otón I del Sacro Imperio Romano Germánico[6];
- Swanila;
- Bertoldo I, margrave de Nordgau;
- Luitpoldo I margrave de Ostmark (quizás fuera el mismo que  Leopoldo I, margrave de Austria),
  - Judith.

Su segundo hijo, el conde palatino Arnulfo II, construyó el castillo de Scheyern que se convirtió en la residencia de la casa de Wittelsbach entrando en posesión del ducado de Baviera en 1180.
La familia de Arnulfo, los Luitpolding, se consideran antepasados de la Casa de Babenberg, que tomó su nombre del castillo de Bamberg  (Babenburg) en Franconia y gobernó el Margraviato de Austria (Ostarrichi), luego el Ducado de Austria desde 976 hasta la extinción de la línea masculina en 1246. El primer margrave, Leopoldo I de Babenberg (fallecido en 994), pudo haber sido el hijo menor (o nieto) de Arnulfo I.